# Port lotniczy Kirkenes
Port lotniczy Kirkenes – międzynarodowy port lotniczy położony w Høybuktmoen koło Kirkenes. Jest jednym z największych portów lotniczych w północnej Norwegii.

## Linie lotnicze i połączenia
| Linia lotnicza        | Kierunek |
| --------------------- | --- |
| Norwegian Air Shuttle | 1. Oslo-Gardermoen 2. Tromsø                                                                                      |
| SAS                   | 1. Oslo-Gardermoen                                                                                                |
| Widerøe               | 1. Alta 2. Båtsfjord 3. Berlevåg 4. Hammerfest 5. Honningsvåg 6. Mehamn 7. Sørkjosen 8. Tromsø 9. Vadsø 10. Vardø |